# Mk.III巡航坦克
Mk.III巡航坦克，英國總參謀部編號為A13 Mk.I。Mk.III巡航坦克是一款英國二戰巡航坦克。也是英國第一款使用克里斯蒂懸掛的巡航坦克。安裝克里斯蒂懸掛的巡航坦克比起以前安裝3負重輪懸掛的坦克，速度更快，越野能力也更佳。

## 設計與研發

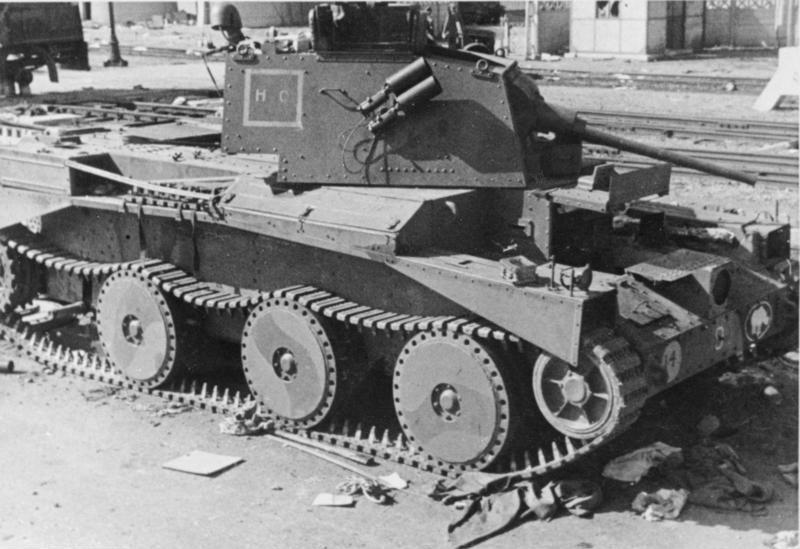
一輛Mk.III巡航坦克

在英國決定制造一款更快，更先進，裝甲更厚，安裝由美國發明家J.沃爾特·克里斯蒂發明的克里斯蒂懸掛的巡航坦克之后，Mk.I巡航坦克和Mk.II巡航坦克的訂單都減少了。1936年，曾經研發出一些裝甲戰鬥車輛和步兵載具楔子（tankette）的吉法德·馬特爾成為了陸軍部機械化署的副署長。在這年的晚些時候，馬特爾看到了一些安裝克里斯蒂懸掛的蘇聯的坦克設計，比如BT坦克。因此，他就建議英國設計一款使用克里斯蒂懸掛的坦克，并按照克里斯蒂的做法，安裝一臺輕型發動機，比如自由 L-12。之后，政府認可并批准了納菲爾德公司（而不是蘇聯）的克里斯蒂懸掛設計。
之后，從克里斯蒂那里獲得的戰車成為了Mk.III巡航坦克設計的模板。因為尺寸太小，加之還有一些克里斯蒂遺留下來的未解決的缺陷:7，因而莫里斯商用汽車公司對其作了大量的改造。:45之后，一家新的公司—— 納菲爾德機械化與航空有限公司成立，用來負責這種設計的研發與制造。
在一次總參謀部的會議上，一個官方的指標被確立。包括 30 mm（1.2英寸）的裝甲，一門2磅炮，以及在公路上行駛時速度達到30英里/小時。之后，在馬特爾和珀西·霍巴特檢閱了該指標（但是同時要求越野時速度能達到25英里/時，且全身裝甲要達到30mm）后，該指標得到批准。在其被批准時，又在A10，A9，A7中挑中了A9作為過渡設計。
第一輛原型車（A13-E1）在1937年交付。在測試后，A13投入生產，之后總計生產了65輛。Mk.III巡航坦克重14長噸（合14200 kg），乘員4人，安裝一臺340匹引擎，最大速度30英里/時（合48千米/時），并安裝一門2磅炮和一挺機槍。然而，在1937年它入役時，部隊都仍然沒有一支正規的坦克師。
雖然只訂購了50輛，但Mk.III巡航坦克一共生產了65輛。生產在1939年中期結束。

## 作戰歷史
和許多英國巡航坦克一樣，A13雖然速度快，但是裝甲薄弱，可靠性也不佳。 大部分Mk.III巡航坦克都在1940年的法國戰役中損失，但是還是有一小部分用于1940-1941年的希臘戰役和北非戰役中。其一些設計成果被Mk.IV巡航坦克利用。
作為英國赴法國遠征軍的一部分，Mk.III被編入英國第一裝甲師。
在北非戰役中，它們則屬于英國第七裝甲師。

## 腳注/來源
1. 1 2 3 4 5 6  Brian Terence White. . Ian Allen. 1963  [9 January 2014]. （原始内容存档于2014-06-17） （英语）.
2. ↑  .   [2014-01-05]. （原始内容存档于2007-12-15）.
3. 1 2 3  John Milsom; John Sandars; Gerald Scarborough. . London, UK: Airfix Products Ltd. 1976. ISBN 0850591945 （英语）.   改
4. 1 2  Tucker, Spencer. . ABC-CLIO. 2004: 49–51. ISBN 1-57607-995-3.
5. ↑  Steele, Brett D. . RAND. 2005: 14. ISBN 0-8330-3721-8.